# Будинок Ніжинського технічного училища О. Ф. Кушакевича
Будинок Ніжинського технічного училища О. Ф. Кушакевича — пам'ятка історії місцевого значення в Ніжині. Наразі тут розміщується Ніжинський агротехнічний інститут НУБіП.

## Історія
Рішенням виконкому Чернігівської обласної ради народних депутатів від 26.03.1984 № 118 надано статус «пам'ятник історії місцевого значення» з охоронним № 82 під назвою «Місце революційних подій 1905 року в технічному училищі».

## Опис
У 1895 році у власному будинку було відкрито «Ніжинське ремісниче училище» за кошти, які заповідав на його будівництво ніжинський фабрикант О. Кушакевич. Спочатку готував слюсарів і столярів, а після перетворення в 1900 році в «Ніжинське технічне училище», крім цих фахівців, почало готувати машиністів с/г машин, ливарників. Період навчання — 3 роки. У 1915 році у 6 основних та підготовчому класах навчалося 118 учнів. Найкращі вироби учнів експонувалися на Всесвітній виставці в Парижі (1900).
Одним із перших директорів училища був В. Нечкін — батько академіка АН СРСР Милиці Нечкіної; Милиця народилася у цьому будинку.
1904 року в училищі виникла соціал-демократична організація. Вихованці технікуму брали участь у революційному русі 1905 року. 12 лютого 1905 року учні училища провели мітинг і оголосили страйк на знак підтримки Першої російської революції. Страйк тривав до 1 травня 1905 року. Учні училища взяли участь у політичній страйку, що відбулася 18 жовтня 1905 року.
У 1920 році училище було перетворено на політехнікум.
У 1977 році на фасаді будинку було встановлено меморіальну дошку подій 1905 року (мармур). У 1986 році на фасаді будинку «Ніжинського технікуму механізації сільського господарства» було встановлено меморіальну дошку М. Нечкіній (мармур).
Перед фасадом будинку розташовані пам'ятники історії могила С. П. Мохового та могила І. Л. Хайтовича.